# 紫斑蝴蝶草
紫斑蝴蝶草（学名：Torenia fordii）为玄参科蝴蝶草属下的一个种。

## 扩展阅读
- 維基物種上的相關：紫斑蝴蝶草